# 川西秦艽
川西秦艽（学名：Gentiana dendrologi）是龙胆科龙胆属的植物，是中国的特有植物。分布在中国大陆的四川等地，生长于海拔3,000米至4,500米的地区，多生在山坡草地，目前尚未由人工引种栽培。